# 제1천년기
제1천년기(第一千年期, 1st millennium)는 율리우스력으로 기원후 1년부터 1000년까지 이어지는 천 년의 기간이다.
세계 인구는 이전 천년기보다 세배로 늘었으며, 천천히 증가했으나, 감소하기도 했다. 낙관적 분석으로는 세계 인구는 약 1억7천만명에서 3억명까지 늘었다고 하며, 일부는 4억명에서 2억 5천명으로 줄었다고도 한다.
유럽과 지중해에서 제1천년기는 변화의 시대였다. 2세기에 전성기를 맞이한 로마 제국은 고대 후기로 가면서 기독교의 발흥과 민족 대이동을 겪으면서 천천히 쇠락했다. 제1천년기의 후반기에 오면서 유럽은 중세 초기로 접어들었다. 바이킹이 동쪽으로 세력을 넓혀가고, 동쪽에서는 비잔티움 제국이 일어났다. 근동과 북아프리카, 이베리아 반도는 이슬람 세력이 차지하면서 이슬람의 황금 시대(700~1200 AD)가 도래했다.
동아시아에서 제1천년기는 문화적인 진보의 시기로, 불교가 동아시아에 널리 퍼졌다. 중국에서는 한나라가 삼국 시대와 남북조 시대를 거치면서 당나라로 이어졌으나 오대십국으로 갈라졌다. 한국에서는 고구려, 백제, 신라의 고대 국가가 세워져 세력을 다투다가 신라에 의해 통일되고 발해와 공존하다가 고려로 이어졌다. 일본에서는 생산성이 늘면서 야마토 시대가 열렸다. 인도 아대륙은 수많은 소왕국으로 나뉘어 있었다.
중앙아메리카에서 테오티우아칸과 마야 문명이 흥기했다. 남아메리카에서는 잉카 문명에 앞서 모체 문화가 일어났다. 북아메리카에서는 미시시피 문화가 미시시피강과 오하이오 강을 따라 성장했다.

## 세기 및 연도
- 1세기: 0년대, 10년대, 20년대, 30년대, 40년대, 50년대, 60년대, 70년대, 80년대, 90년대, 100년대
- 2세기: 100년대, 110년대, 120년대, 130년대, 140년대, 150년대, 160년대, 170년대, 180년대, 190년대, 200년대
- 3세기: 200년대, 210년대, 220년대, 230년대, 240년대, 250년대, 260년대, 270년대, 280년대, 290년대, 300년대
- 4세기: 300년대, 310년대, 320년대, 330년대, 340년대, 350년대, 360년대, 370년대, 380년대, 390년대, 400년대
- 5세기: 400년대, 410년대, 420년대, 430년대, 440년대, 450년대, 460년대, 470년대, 480년대, 490년대, 500년대
- 6세기: 500년대, 510년대, 520년대, 530년대, 540년대, 550년대, 560년대, 570년대, 580년대, 590년대, 600년대
- 7세기: 600년대, 610년대, 620년대, 630년대, 640년대, 650년대, 660년대, 670년대, 680년대, 690년대, 700년대
- 8세기: 700년대, 710년대, 720년대, 730년대, 740년대, 750년대, 760년대, 770년대, 780년대, 790년대, 800년대
- 9세기: 800년대, 810년대, 820년대, 830년대, 840년대, 850년대, 860년대, 870년대, 880년대, 890년대, 900년대
- 10세기: 900년대, 910년대, 920년대, 930년대, 940년대, 950년대, 960년대, 970년대, 980년대, 990년대, 1000년대